# Microsoft GIF Animator
Microsoft GIF Animator är ett program tillverkad av Microsoft. Det används till att skapa animerade GIF-filer. Programmet fungerar om man använder Microsoft Windows.